# Nagyfoltú petymeg
A nagyfoltú petymeg (Genetta tigrina) a cibetmacskafélék családjába, a petymegek közé (Genetta nem) tartozó ragadozó.

## Előfordulása

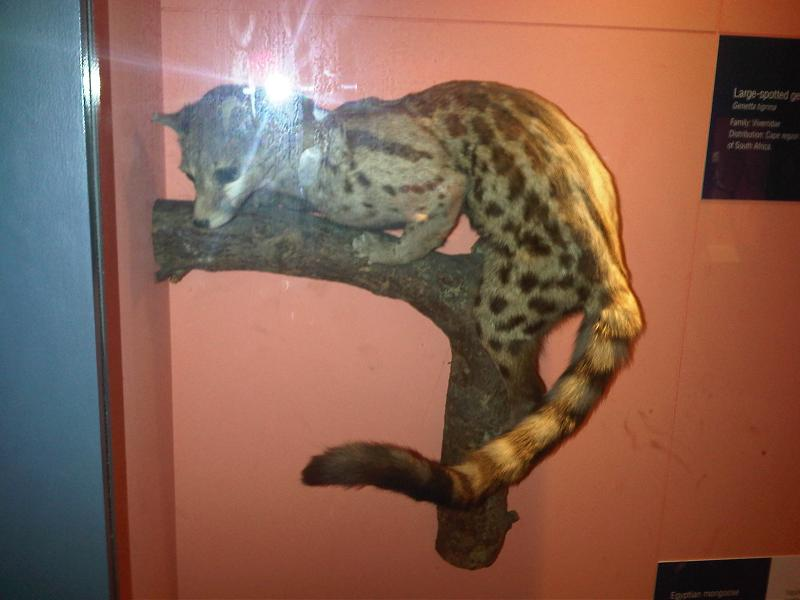
kitömött példány

A Dél-afrikai Köztársaság és Lesotho területén honos.

## Megjelenése
Hosszú farkú és közepesen hosszú fülű, rövidszőrű és nincsen sörénye, lábai világosak, törzsén nagy foltokat visel.

## Életmódja
Tápláléka főleg rovarokból, madarakból, apró kisemlősökből és vadgyümölcsökből áll.